# Kansai
Kansai (japonsko Kansai-čihō 関西地方) ali regija Kinki (近畿 近畿, Kinki-čihō, [Kʲĩŋʲkʲi̥ t͡ɕiꜜho̞ː]), je regija v jugozahodnem centralnem delu japonskega otoka Honšu. Regija je druga najgosteje poseljena regija Japonske, takoj za regijo Kanto. Drugo ime za regijo je tudi Kinki-chihō, katerega dobesedni pomen (»blizu prestolnice«) se navezuje na nekdanjo prestolnico Kjoto. Medtem ko se je uporaba izrazov Kansai in Kinki skozi zgodovino spreminjala, je v večini sodobnih kontekstov uporaba obeh izrazov zamenljiva. Metropolitanska regija Osake, Kobeja in Kjota (regija Keihanšin) je druga najbolj naseljena na Japonskem za širšim območjem Tokia.
Regija zajema šest prefektur: Nara, Vakajama, Kjoto, Osaka, Hjogo in Šiga, pogosto tudi Mie, včasih Fukui, Tokušima in Totori.
Regija Kansai slovi kot zibelka japonske civilizacije. Regija je bogata s kulturnimi znamenitostmi in je dom petim od trinajstih japonskih Unescovih zavarovanih območjih: Horju-dži, Grad Himedži, zgodovinske spomenike starodavnega Kjota (mesta Kjoto. Udži in Ocu]]), zgodovinski spomeniki starodavne Nare ter Sveta mesta in romarske poti v gorovju Kii. V prefekturi Šiga je največje japonsko jezero Biva (japonsko biwa-ko 琵琶湖).

## Splošno
Regija Kansai je kulturno središče in zgodovinsko srce Japonske, z 11 % površine države in 22.757.897 prebivalci od leta 2010. Osaško nižino z mestoma Osaka in Kjoto tvori jedro regije. Od tam se območje Kansai razteza proti zahodu vzdolž Notranjega morja Seto proti Kobeju in Himedžiju ter na vzhodu zajema jezero Biva, največje sladkovodno jezero na Japonskem. Na severu regija meji na Japonsko morje, na jugu na polotok Kii in Tihi ocean, na vzhodu pa na gorovje Ibuki in zaliv Ise. Štirje japonski narodni parki v celoti ali delno ležijo znotraj njenih meja. Območje vključuje tudi šest od sedmih vrhunskih prefektur v smislu nacionalnega bogastva. Druge geografske značilnosti so Amanohašidate v prefekturi Kjoto in otok Avadži v Hjōgu.
Regijo Kansai pogosto primerjajo z regijo Kanto, ki leži na njenem vzhodu in je sestavljena predvsem iz Tokia z okolico. Medtem ko je regija Kantō simbol standardizacije po vsej Japonski, regija Kansai prikazuje veliko več posebnosti – kulturo v Kjotu, merkantilizem Osake. zgodovino Nare ali kozmopolitizem Kobeja – in predstavlja središče protikulture na Japonskem. To rivalstvo med vzhodom in zahodom ima globoke zgodovinske korenine, zlasti iz obdobja Edo. Ker je bilo samurajev manj kot 1 %, je bila kultura trgovskega mesta Osaka v ostrem nasprotju s kulturo Eda, sedeža oblasti šogunata Tokugava.
Številne značilne lastnosti ljudstva Kansai izvirajo iz trgovske kulture v Osaki. Catherine Maxwell, urednica glasila Omusubi, piše: »Prebivalci Kansaija veljajo za pragmatične, podjetne, prizemljene in z močnim smislom za humor. Po drugi strani pa se ljudje iz Kantoja dojemajo kot bolj prefinjeni, zadržani in formalni, v skladu z zgodovino in sodobnim statusom Tokia kot državne prestolnice in največje metropole.«
Kansai je znan po svoji hrani, še posebej Osaka, kar potrjuje rek »Kjotčane uniči pretiravanje z oblačili, prebivalce Osake uniči pretiravanje s hrano«. (京の着倒れ、大阪の食い倒れ. Kyō no Kidaore. Ōsaka no Kuidaore). Priljubljene osaške jedi so takojaki, okonomijaki, kicune udon in kušikacu. Kjoto velja za meko tradicionalne japonske kuhinje, kot je kaiseki. Kansai ima veliko blagovnih znamk vagju, kot so govedina Kobe in govedo Tadžima iz Hjōga, govedina Macusaka iz Mie in govedina Ōmi iz Šige. Sake je še ena posebnost regije, območji Nada-Gogō in Fušimi proizvedejo 45 % vsega sakeja na Japonskem. V nasprotju s hrano iz vzhodne Japonske je hrana na območju Kansai po navadi slajša, živila, kot je natō, pa manj priljubljena.
Narečja ljudi iz regije Kansai. običajno imenovana Kansai-ben, imajo svoje različice izgovorjave, besedišča in slovnice. Kansai-ben je skupina narečij, ki se govorijo na območju Kansai, vendar se pogosto obravnava kot samostojno narečje.
Kansai je eno najbolj uspešnih območij za bejzbol na Japonskem. Dve ekipi Nippon Professional Baseball. Hanšin Tigers in Orix Buffaloes, imata sedež v Kansaiju. Stadion Košien, domači stadion Hanšin Tigers, je znan tudi po državnih srednješolskih bejzbolskih turnirjih. V združenem nogometu je bila Kansai Soccer League ustanovljena leta 1966 in trenutno šteje 16 ekip v dveh divizijah. Cerezo Osaka, Gamba Osaka in Vissel Kobe spadajo v J. League Division 1 in Kjoto Sanga F.C. pripada J. League Division 2. najboljši profesionalni ligi na Japonskem.

## Zgodovina
Izrazi Kansai (関西), Kinki (近畿) in Kinai (畿内) imajo zelo globoko zgodovino, ki sega skoraj do samega japonskega naroda. Kot del reform Ricurjō iz 7. in 8. stoletja je sistem Gokišičidō ustanovil province Jamato, Jamaširo, Kavači, Setcu in Izumi. Kinai in Kinki, oba približno pomenita »soseska glavnega mesta«, sta se nanašala na te province. V splošni rabi se Kinai zdaj nanaša na območje Osaka-Kobe-Kjoto (Keihanšin), središče regije Kansai.
Kansai (dobesedno »zahodno od cestninskih vrat«) se v prvotni rabi nanaša na ozemlje zahodno od cestninskih vrat Osake (逢坂関), meja med provincama Jamaširo in provinco Ōmi (današnji prefekturi Kjoto in Šiga). V obdobju Kamakura je bila ta meja na novo opredeljena tako, da je vključevala provinci Ōmi in Iga. Šele v obdobju Edo je Kansai dobil današnjo obliko. Tako kot vse regije na Japonskem tudi regija Kansai ni upravna enota. temveč kulturna in zgodovinska enota. ki se je pojavila veliko pozneje v obdobju Heian po širitvi Japonske. ko se je razvila regija Kantō proti vzhodu in pojavila se je potreba po razlikovanju tega, kar je bilo prej središče Japonske v Kansaiju.
Pokrajina Kansai velja za najzgodnejše začetke japonske civilizacije. To je bila Nara, najbolj vzhodna točka na Svilni cesti, ki je postala prva japonska stalna prestolnica. V tem obdobju (710–784 n. št.) se je budizem razširil na Japonsko in zgradil Todai-dži leta 745. Regija Kansai se ponaša tudi z najsvetejšim svetiščem šintoistične vere v svetišču Ise (zgrajeno leta 690 n. št.) v prefekturi Mie.
V obdobju Heian se je prestolnica preselila v Heian-kjo (平安京, današnji Kjoto), kjer je ostala več kot tisoč let do obnove Meidži. V tej zlati dobi je regija Kansai rodila tradicionalno japonsko kulturo. Leta 788 je Saičo, ustanovitelj sekte budizma Tendai, ustanovil svoj samostan na gori Hiei v prefekturi Šiga. Najbolj znano japonsko pravljico in nekateri pravijo, da tudi prvi roman na svetu, Princ in dvorne gospe (源氏物語. Genji monogatari), je napisal Murasaki Šikibu, medtem ko je nastopal kot spletična v Heian-kjo. Noh in Kabuki, japonski tradicionalni dramski obliki sta se rodili in razvili v Kjotu, medtem ko je japonsko lutkovno gledališče Bunraku doma v Osaki.
Edinstven položaj Kansaija v japonski zgodovini in pomanjkanje škode zaradi vojn ali naravnih nesreč je povzročil, da ima regija Kansai več objektov na seznamu Unescove svetovne dediščine kot katera koli druga japonska regija. Pet seznamov svetovne dediščine vključuje:  budistične spomenike na območju Hōrjū-dži, grad Himedži, zgodovinske spomenike starodavnega Kjota (mesta Kjoto, Udži in Ocu]]), zgodovinski spomeniki starodavne Nare ter Sveta mesta in romarske poti v gorovju Kii.

## Gospodarstvo
Gospodarstvo regije Kansai v veliki meri temelji na gospodarstvu metropolitanskega območja Keihanšin (Velika Osaka). Metropolitansko območje Keihanšin obsega industrijsko regijo Hanšin in je osredotočeno predvsem na kemično, kovinsko in drugo težko industrijo. Regija Keihanšin ima v svojem gospodarstvu tudi močno medicinsko in elektronsko industrijo.

## Demografija
Glede na podatke japonskega popisa [21] in [22] je regija Kansai. podobno kot Keihanšin. okoli leta 2010 doživela majhen porast prebivalstva.
Predloga:Zgodovinski podatki

### Narečje
Znano narečje območja Kansai je Kansai-ben (japonsko 関西弁), ki se kar po nekaj značilnostih razlikuje od standardne japonščine. 

## Glavna mesta
- Osaka: določeno mesto, glavno mesto prefekture Osaka
- Kobe: določeno mesto, glavno mesto prefekture Hjōgo
- Kjoto: določeno mesto, glavno mesto prefekture Kjoto, nekdanje cesarske prestolnice Japonske
- Sakai: določeno mesto
- Cu: glavno mesto prefekture Mie
- Vakajama: osrednje mesto, glavno mesto prefekture Vakajama
- Nara: osrednje mesto, glavno mesto prefekture Nara
- Ocu: osrednje mesto, glavno mesto prefekture Šiga

## Kansai / Kinki mednarodne perspektive
Kinki pomeni »zvit« in »perverzen«. To je postalo težava za nekatere organizacije zaradi napredka internacionalizacije.
Aprila 2016 je Kinki Daigaku (近畿大学, Univerza Kinki) spremenila angleško ime v Univerza Kindai, Keizai sangyō-kyoku (経済産業局, Kinki Bureau of Economy) uporablja "Kansai" v angleškem zapisu in Kinki Unyukyoku (近畿運輸局, Kinki Transport Bureau) od leta 2015 uporablja tudi "Kansai" v angleškem zapisu. Poleg tega je Kinki shōkō kaigi-sho rengō-kai (近畿商工会議所連合会, Kinki Chamber of Commerce and Industry Association) 22. julija 2015 spremenila ime v "Kansai Chamber of Commerce and Industry Association". Jeseni 2014 je Kansai Keizai Rengōkai (公益社団法人関西経済連合会, Kansai Economic Federation) prosil vlado, naj poenoti ime lokalne agencije v "Kansai". 28. junija 2003 je bilo angleško ime glavnega zasebnega železniškega podjetja Kintetsu Railway spremenjeno iz Kinki Nippon Railway Co.. Ltd. v uradno okrajšavo Kintetsu Corporation. Pozneje se je 1. aprila 2015 znova spremenilo v Kintetsu Railway Co.. Ltd..

## Galerija
- Daisen Kofun. največja gomila na svetu [20]
- Zlata dvorana Horju-dži, najstarejša lesena zgradba na svetu
- Daibutsu v Todai-dži, največji bronasti kip na svetu
- Glavna dvorana Tōdai-dži, največja lesena zgradba na svetu
- Jezero Biva, največje jezero na Japonskem in eno najstarejših jezer na svetu
- Izumo no Okuni, ki je ustanovil Kabuki v Kjotu
- Kongō Gumi, nekoč najstarejše stalno delujoče podjetje na svetu, je zgradilo več japonskih kulturnih znamenitosti.
- Amanohašidate, eden od treh pogledov na Japonsko
- Sen no Rikjū, trgovec iz Sakaija, je izpopolnil vljudnost čajnega obreda.
- Najvišja japonska tempeljska pagoda v To-džiju v Kjotu
- Nintendo je postal najuspešnejše podjetje za video igre na svetu.
- Grad Osaka
- Kjoto iz Kijomizudere